# Брэтуэйт, Фред
Фред Брэ́туэйт (англ. Fred Brathwaite; род. 24 ноября 1972, Оттава) — канадский хоккеист, бывший профессиональный вратарь. Ныне тренер.

## Биография
Родился в пригороде Оттавы Непин. Его родители эмигрировали в Канаду из Барбадоса в 1964 году.
В начале карьеры выступал в ОХЛ за команду «Ошава Дженералс».
В 1993 году подписал контракт с командой НХЛ «Эдмонтон Ойлерз». Он играл в системе «Ойлерз» в течение трёх сезонов в НХЛ и АХЛ.
В 1996—1998 годах провёл два сезона в «Манитоба Мус» из ИХЛ. В своем первом сезоне в Мус он забил гол.
В 1998 году подписал контракт с «Калгари Флэймз», за которых выступал на протяжении трёх сезонов. Принял участие в трёх чемпионатах мира в составе сборной Канады: в 1999 и 2000 гг. в качестве запасного вратаря (провёл всего один матч), в 2001 году — будучи основным вратарём (сыграл в 6 из 7 матчей сборной Канады).
В 2001 году был обменян в «Сент-Луис Блюз». В Сент-Луисе в течение двух сезонов выступал в качестве запасного вратаря. В 2003 году перешёл в «Коламбус Блю Джекетс».
Из-за локаута в НХЛ в сезоне 2004/05 Брэтуэйт играл в российской суперлиге за казанский «Ак Барс». Он оставался в России в течение двух сезонов, в 2006 году вернулся в Северную Америку, чтобы играть в АХЛ за «Чикаго Вулвз». В декабре 2007 года, проведя полтора сезона за «Вулвз», заключил контракт с омским «Авангардом». По окончании сезона 2007/08 контракт не был продлён. Следующие четыре сезона Брэтуэйт провёл в клубе «Адлер Мангейм» из немецкой хоккейной лиги DEL. По окончании сезона 2011/12 принял решение завершить карьеру.

## Достижения и награды
- Чемпион ОХЛ (1990)
- Чемпион России в составе Ак Барса (2006)
- Лучший вратарь российской Суперлиги (2006)

## Статистика
```
                                            
Сезон    Команда                    Лига     И   В   П   Н   Min   GA  SO  GAA    Svs    Pct
---------------------------------------------------------------------------------------------
1988/89  Smiths Falls Bears         CJHL    38 	--  --  --   ---   --  --  ---    ---   ----
1989/90  Oshawa Generals 	     OHL    20  11   2   1   901   45   1  3.00   ---   ----
1990/91  Oshawa Generals             OHL    39  --  --  --   ---   --  --  ---    ---   ----
1991/92  Oshawa Generals             OHL    24  12   7   2  1248   81   0  3.89   622  0.885
1991/92  London Knights              OHL    23  15   6   2  1325   61   4  2.76   603  0.908
1992/93  Detroit Jr. Red Wings 	     OHL    37  --  --  --   ---   --  --  ---    ---   ----
1993/94  Cape Breton Oilers 	     АХЛ     2   1   1   0   118    6   0  3.04    44  0.880
1993/94  Edmonton Oilers 	     НХЛ    19   3  10   3   982   58   0  3.54   465  0.889
1994/95  Edmonton Oilers 	     НХЛ    14   2   5   1   601   40   0  3.99   252  0.863
1995/96  Cape Breton Oilers 	     АХЛ    31  12  16   0  1699  110   1  3.88   748  0.872
1995/96  Edmonton Oilers             НХЛ     7   0   2   0   293   12   0  2.46   128  0.914
1996/97  Manitoba Moose 	     IHL    58  22  22   5  2945  167   1  3.40  1528  0.901
1997/98  Manitoba Moose 	     IHL    51  23  18   4  2736  138   1  3.03  1354  0.908
1998/99  Calgary Flames 	     НХЛ    28  11   9   7  1663   68   1  2.45   728  0.915
1999/00  Calgary Flames 	     НХЛ    61  25  25   7  3884  158   5  2.75  1506  0.905
1999/00  Saint John Flames 	     АХЛ     2   2   0   0   120    4   0  2.00    66  0.943
2000/01  Calgary Flames 	     НХЛ    49  15  17  10  2742  106   5  2.32  1075  0.910
2001/02  St.Louis Blues              НХЛ    25   9  11   4  1446   54   2  2.24   489  0.901
2002/03  St.Louis Blues 	     НХЛ    30  12   9   4  1615   74   2  2.75   557  0.883
2003/04  Columbus Blue Jackets 	     НХЛ    21   4  11   1  1050   59   0  3.37   515  0.897
2003/04  Syracuse Crunch 	     АХЛ     3   0   2   1   188    7   1  2.23    85  0.924
2004/05  Ак Барс 	             РСЛ    36  --  --  --  2086   63  10  1.81   ---   ----
2005/06  Ак Барс 	             РСЛ    43  --  --  --  2489   82   7  1.98   ---   ----
2006/07  Chicago Wolves 	     АХЛ    40  22  13   5  2410  110   2  2.74  1011  0.902
2007/08  Chicago Wolves 	     АХЛ    13  10   2   0   769   32   0  2.50   360  0.918
2007/08  Авангард 	             РСЛ    22  --  --  --  1273   57   1  2.69   ---   ----
2008/09  Mannheim Eagles 	     DEL    49  20  17   0  2880  114   6  2.35  1411  0.925
2009/10  Mannheim Eagles 	     DEL    47  17  19   0  2756  133   4  2.90  1418  0.914
2010/11  Mannheim Eagles 	     DEL    49  22  24   0  2973  124   3  2.50  1384  0.918
2011/12  Mannheim Eagles 	     DEL    40  21  18   0  2387  104   4  2.61  1271  0.924

Лига — лига, в которой выступал игрок.
И — сыгранные матчи.
Min — минуты, проведённые на поле.
GA — пропущенные шайбы.
SO — матчи на «ноль» (без пропущенных шайб).
GAA — среднее число пропускаемых за матч шайб.
В, П, Н — количество побед, поражений и ничьх, одержанных командой с этим вратарём.
Svs — отражённые броски («сэйвы»).
Pct — процент отражённых бросков.

```

Первый темнокожий игрок в российском хоккее и первый темнокожий чемпион России по хоккею.